# رصدخانه استوارد
رصدخانه استوارد (به انگلیسی: Steward Observatory) بازوی بخش اخترشناسی در دانشگاه آریزونا است. رصدخانه در سال ۱۹۱۶ تأسیس شد. بخش اداری رصدخانه در حیاط دانشگاه آریزونا در شهر توسان در ایالت آریزونا قرار دارد. نخستین تلسکوپ و ساختمان در ۲۳ آوریل ۱۹۲۳ ساخته شد. این رصدخانه دارای پنج تلسکوپ در آریزونا، یکی در نیومکزیکو، یکی در هاوایی و یکی در شیلی است. استوارد همچنین یکی از معدود مکان‌های موجود در جهان است که می‌تواند آینه‌های اولیه بسیار بزرگ که در تلسکوپ‌های ساخته شده در اوایل قرن بیست و یکم ساخته شده‌اند را ترسیم کند.